# Jasin Sa’id Numan
Jasin Sa’id Numan (arab. ياسين سعيد نعمان; ur. 1948) – polityk południowojemeński, premier Jemenu Południowego od 8 lutego 1986 do 22 maja 1990.
Ukończył ekonomię i w 1981 uzyskał doktorat na Węgrzech. Mając 17 lat, dołączył do Narodowego Frontu Wyzwolenia (późniejsza Jemeńska Partia Socjalistyczna). Sprawował funkcje: wiceministra przemysłu, wiceministra planowania, ministra rybołówstwa (1982–1985) oraz wicepremiera (1985–1986). Od 1982 zasiadał w Komitecie Centralnym. Jako stronnik Hajdara Abu Bakr al-Attasa i reprezentant orientacji prosowieckiej po przewrocie ze stycznia 1986 roku i zwycięstwie jego opcji w wojnie domowej otrzymał stanowisko premiera. Pełnił je aż do zjednoczenia Jemenu Południowego i Jemenu Północnego w 1990. Od utworzenia Jemenu do wyborów parlamentarnych w 1993 pełnił funkcję spikera w Izbie Reprezentantów. W latach 2005–2015 pełnił też funkcję sekretarza Jemeńskiej Partii Socjalistycznej.
Podczas wojny domowej w Jemenie w 2011 zajmował krytyczne stanowisko względem prezydenta Alego Abd Allaha Saliha i popierał ruchy wzywające go do ustąpienia. W sierpniu 2012 próbowano dokonać zamachu na życie jego i innych działaczy Jemeńskiej Partii Socjalistycznej. Obecnie jest wiceprzewodniczącym Jemeńskiej Narodowej Konferencji Dialogu.